# Richard Henry Norton

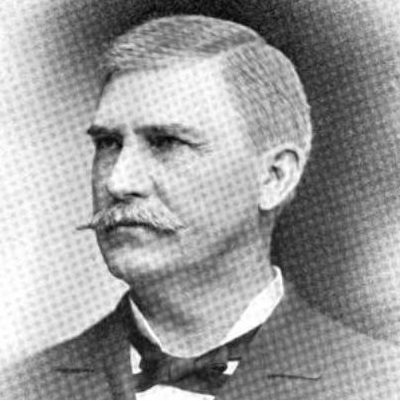
Richard Henry Norton, 1898

Richard Henry Norton (* 6. November 1849 in Troy, Lincoln County, Missouri; † 15. März 1918 in St. Louis, Missouri) war ein US-amerikanischer Politiker. Zwischen 1889 und 1893 vertrat er den Bundesstaat Missouri im US-Repräsentantenhaus.

## Werdegang
Richard Norton besuchte die öffentlichen Schulen seiner Heimat und studierte danach an der Saint Louis University. Nach einem anschließenden Jurastudium an der Washington University und seiner 1870 erfolgten Zulassung als Rechtsanwalt begann er in Troy in diesem Beruf zu arbeiten. Gleichzeitig schlug er als Mitglied der Demokratischen Partei eine politische Laufbahn ein.
Bei den Kongresswahlen des Jahres 1888 wurde Norton im siebten Wahlbezirk von Missouri in das US-Repräsentantenhaus in Washington, D.C. gewählt, wo er am 4. März 1889 die Nachfolge von John E. Hutton antrat. Nach einer Wiederwahl konnte er bis zum 3. März 1893 zwei Legislaturperioden im Kongress absolvieren. Im Jahr 1892 wurde er nicht wiedergewählt. Nach seinem Ausscheiden aus dem US-Repräsentantenhaus praktizierte Norton wieder als Anwalt. Außerdem wurde er in der Landwirtschaft tätig. Er starb am 15. März 1918 in St. Louis und wurde in Troy beigesetzt.